# Palácio de Ras al-Tin

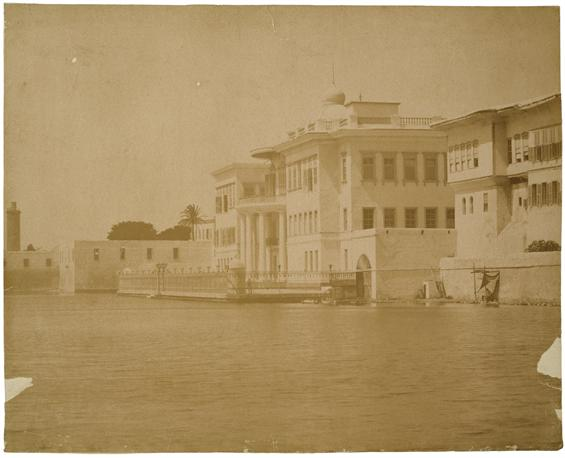
Palácio e farol de Ras-Al-Tin (c.1880)

O palácio de Ras-Al-Tin ou Ras-el-Tin, localizado em Alexandria, Egito, detém uma excelente posição histórica, pois é um dos poucos edifícios que testemunharam o início da dinastia de Mehmet Ali. Um certo número de engenheiros estrangeiros, entre outros, Yezi Bek e seus assistentes La Vial e Sra. Le Veroige, foram contratados para a construção do palácio. A construção se iniciou em 1834 até que ela foi concluída em 1845. Todavia, trabalhos complementares e criação de novas alas continuaram até 1847 quando foi oficialmente inaugurado.
Ras-el-Tin , que inicialmente tomou a forma de uma fortificação romana característica de vários pilares redondos e ornamentos italianos inspirados pelo Renascimento, é considerado o mais antigo entre os palácios existentes no Egito. Foi erguido em uma área de cerca de 17 mil metros quadrados cercado por um maravilhoso jardim. O palácio permaneceu, durante o reinado de diferentes reis, para ser utilizado como sede do governo, ao qual, se dirigiram durante o Verão. Diferentes governantes realizaram várias alterações no palácio, que foi totalmente reconstruído, pelo Rei Fouad I, para ser semelhante ao Palácio de Abdeen , no Cairo. 
Em 1924, o pintor italiano Giuseppe Amisani no auge de sua carreira, ele foi convidado para o Egito para executar decorações no Ras al-Tin, por Fuad I do Egipto. Lá, ele pintou um retrato de  Farouk, então uma criança pequena.
O palácio inclui uma piscina acompanha com um grande salão coberto com vidro. A piscina estava ligada ao palácio Ras Al-Teen  por um longo passeio. Para chegar à piscina, por via terrestre, um jipe tinha de ser utilizado atravessem a onda quebra com grande dificuldade. O resto real casa construída perto da piscina consistiu de um dormitório, uma kitchenette totalmente equipada, bem como vários locais utilizados para o armazenamento de equipamento de pesca.